# Tino Camanga
Tino „Rosie“ Camanga (* 1910 auf den Philippinen; † unbekannt) war ein philippinisch-amerikanischer Tätowierer. Er zählt zu den prägenden Figuren der Tattoo-Szene in Honolulu im 20. Jahrhundert und gilt als einer der wenigen philippinischen Künstler, die in der klassischen amerikanischen Tätowierkunst der Nachkriegszeit Anerkennung fanden.

## Leben
Tino Camanga wurde 1910 auf den Philippinen geboren. Vor dem Ausbruch des Zweiten Weltkriegs wanderte er nach Honolulu, Hawaii, aus. Dort arbeitete er zunächst als Fotograf, vermutlich in einem der populären Souvenir-Fotostudios, die Bilder mit gemalten hawaiianischen Kulissen anboten. Später eröffnete und führte er nacheinander zwei Tattoostudios auf Hawaii.

## Tätowierkarriere
Im Jahr 1944 erhielt Camanga eine Teilzeitstelle in einem Tattoo-Studio im Chinatown-Viertel Honolulus. Ohne formale Ausbildung überzeugte er den Inhaber durch eine Tätowierung, die er selbst an seinem Bein anfertigte. Bald entwickelte er einen eigenen Stil und fertigte in den ersten Jahren rund 400 sogenannte „Flash Sheets“ an – Tätowier-Vorlagen mit klassischen und eigenen Motiven.
Nach einigen Jahren eröffnete Camanga sein eigenes Tattoo-Studio und arbeitete bis 1991 an verschiedenen Standorten rund um die Hotel Street im Zentrum Honolulus. Nach einer kurzen Pause eröffnete er ein letztes Studio in einem ehemaligen Schuhputzstand am Rande von Chinatown. Aufgrund fehlender Kundschaft zog er sich schließlich endgültig aus dem aktiven Tätowiergeschäft zurück, blieb jedoch weiterhin künstlerisch tätig und fertigte Zeichnungen im Flash-Format an.

## Stil und Bedeutung
Camangas Arbeiten waren geprägt von einer Mischung aus klassischen Tattoo-Motiven und eigenwilligen, oft humorvollen oder rätselhaften Szenarien. Er versah seine Flash Sheets häufig mit handschriftlichen englischen Phrasen.
1968 wurde Camanga dem bekannten Tätowierer Sailor Jerry Collins vorgestellt. Zu dieser Zeit betrieben beide die einzigen Tattoo-Studios auf der Insel Oʻahu. Trotz seiner technisch einfachen Ausführungen wurde Camanga von Kollegen vor allem für seine ausdauernde und nüchterne Arbeitsweise respektiert. In den frühen 1990er Jahren verkaufte er viele seiner Werke an Sammler und Galerien auf dem amerikanischen Festland.

## Nachwirkung
Camangas Werk wird heute als Vorläufer des modernen künstlerischen Tattoo-Handwerks angesehen. Seine Flash Sheets werden international gesammelt und ausgestellt.
1997 waren einige Werke Camangas in der Ausstellung Artisten – Zirkus – Clowns und Tattoo im Museum Charlotte Zander im Schloß Bönnigheim zu sehen. Ricco/Maresca widmeten seinem Werk 2017 und 2020 Einzelausstellungen. In der Galerie Standard (OSLO) wurde 2023 die Ausstellung The Sky is Thin Drawings gezeigt, in der Werke Camangas ausgestellt waren. Einige Flash Sheets Camangas sind außerdem Teil der privaten Sammlung von Ed Hardy sowie Teil der Sammlung Zander in Köln.